# Praomys tullbergi
Il topo dalla pelliccia soffice di Tullberg (Praomys tullbergi  Thomas, 1894) è un roditore della famiglia dei Muridi diffuso nell'Africa occidentale.

## Descrizione

### Dimensioni
Roditore di piccole dimensioni, con la lunghezza della testa e del corpo tra 84 e 137 mm, la lunghezza della coda tra 115 e 166 mm, la lunghezza del piede tra 19 e 26 mm, la lunghezza delle orecchie tra 13 e 20 mm e un peso fino a 35 g.

### Aspetto
Le parti superiori sono rosso-grigiastre, più scure lungo la schiena e più chiare sui fianchi. Le parti ventrali sono biancastre, con la base dei peli grigia. Le orecchie sono rotonde, grigie e finemente ricoperte di piccoli peli. Le zampe sono bianche. La coda è più lunga della testa e del corpo, uniformemente grigio chiara, ricoperta finemente di peli e con circa 17 anelli di scaglie per centimetro. Le femmine hanno un paio di mammelle pettorali e 2 paia inguinali. Il cariotipo è 2n=34 FN=32.

## Biologia

### Comportamento
È una specie notturna e parzialmente arboricola.

### Riproduzione
Si riproduce tutto l'anno con picchi tra febbraio e aprile e tra ottobre e novembre. Le femmine danno alla luce 3-4 piccoli alla volta. Diventano adulti dopo 10-12 settimane. L'aspettativa di vita in cattività è di circa 5 anni e 2 mesi.

## Distribuzione e habitat
Questa specie è diffusa nel Gambia, Senegal, Guinea meridionale, Sierra Leone, Liberia; Costa d'Avorio, Ghana, Togo, Benin, Nigeria meridionali, Camerun sud-occidentale, isola di Bioko.
Vive nelle foreste pluviali tropicali di pianura fino a 1.200 metri di altitudine.

## Conservazione
La IUCN Red List, considerato il vasto areale, la popolazione numerosa e l'assenza di reali minacce, classifica P.tullbergi come specie a rischio minimo (Least Concern).